# Giải Oscar cho đạo diễn xuất sắc nhất
Giải Oscar cho đạo diễn xuất sắc nhất (tiếng Anh: Academy Award for Best Director) là hạng mục của Giải Oscar trao cho cá nhân được các thành viên Viện Hàn lâm Khoa học và Nghệ thuật Điện ảnh (AMPAS, Hoa Kỳ) bầu chọn là đạo diễn xuất sắc nhất của ngành công nghiệp điện ảnh trong năm. Các đề cử và việc bỏ phiếu kín chọn ra người chiến thắng cho giải Oscar đạo diễn xuất sắc nhất do Nhánh đạo diễn (Directing branch) của AMPAS phụ trách. Từ lễ trao giải lần thứ nhất cho đến năm 2007, đã có tổng cộng 79 đạo diễn được trao giải Đạo diễn xuất sắc nhất, trong đó 58 người có phim đồng thời đoạt Giải Oscar phim hay nhất, hạng mục quan trọng nhất trong hệ thống giải Oscar.
Riêng tại lễ trao giải lần thứ nhất diễn ra năm 1929, có hai hạng mục đạo diễn riêng, một cho đạo diễn phim chính kịch (Dramatic Direction) và một cho đạo diễn phim hài (Comedy Direction). Hạng mục cho đạo diễn phim hài đã bị loại bỏ ngay trong năm tiếp theo và thực sự thì hầu như các đạo diễn chiến thắng trong hạng mục này sau đó đều là các đạo diễn phim chính kịch.
Có rất nhiều đạo diễn tên tuổi nhưng lại chưa bao giờ giành giải Oscar đạo diễn xuất sắc nhất (ngay cả khi họ được đề cử rất nhiều lần). Tiêu biểu trong số này phải kể tới Robert Altman (5 đề cử), Alfred Hitchcock (5 đề cử), Stanley Kubrick (4 đề cử), Federico Fellini (4 đề cử), Ingmar Bergman (3 đề cử), Ridley Scott (3 đề cử), George Lucas (2 đề cử), John Cassavetes (1 đề cử), Charles Chaplin (1 đề cử), Akira Kurosawa (1 đề cử) và Orson Welles (1 đề cử). Một số đạo diễn nổi tiếng thậm chí còn chưa bao giờ được AMPAS đề cử, ví dụ điển hình là Sergio Leone, đạo diễn người Ý nổi tiếng của các phim miền Tây.
Đã từng có nữ đạo diễn đoạt giải Đạo diễn xuất sắc nhất, đó là Kathryn Bigelow. Ba người từng được đề cử cho hạng mục này, đó là Jane Campion, Sofia Coppola và Lina Wertmuller.
Cho đến nay chưa có trường hợp nào một người vừa đoạt giải Đạo diễn xuất sắc nhất vừa đoạt giải Nam diễn viên chính xuất sắc nhất cho cùng một phim tuy đã có những trường hợp của Warren Beatty (phim Reds), Woody Allen (phim Annie Hall), Kevin Costner (phim Khiêu vũ giữa bầy sói) và Clint Eastwood (phim Unforgiven và Million Dollar Baby) từng giành giải Oscar về đạo diễn cho bộ phim mà trong đó diễn xuất của họ cũng được đề cử cho giải Nam diễn viên chính xuất sắc.
John Ford là người giành nhiều giải Đạo diễn nhất với 4 giải, theo sau là Frank Capra và William Wyler, mỗi người 3 giải, trong đó Wyler cũng đang giữ kỷ lục về số lần được đề cử với 12 lần. Ngược lại, Robert Altman, Clarence Brown, Alfred Hitchcock và King Vidor lại đang giữ kỷ lục về số lần đề cử mà chưa một lần giành chiến thắng với 5 lần đề cử.

## Kỷ lục
| Kỷ lục                    | Tên đạo diễn    | Số lượng           | Ghi chú                                |
| ------------------------- | --------------- | ------------------ | -------------------------------------- |
| Giành nhiều giải nhất     | John Ford       | 4 giải             | Trên tổng số 5 lần được đề cử          |
| Giành nhiều đề cử nhất    | William Wyler   | 12 đề cử           | Chiến thắng 3 lần                      |
| Người giành giải già nhất | Clint Eastwood  | 74 tuổi (năm 2004) | Cho chỉ đạo trong phim Cô gái triệu đô |
| Người được đề cử già nhất | John Huston     | 79 tuổi (năm 1985) | Cho chỉ đạo trong phim Prizzi's Honor  |
| Người giành giải trẻ nhất | Damien Chazelle | 32 tuổi (năm 2016) | Cho chỉ đạo trong phim La La Land      |
| Người được đề cử trẻ nhất | John Singleton  | 24 tuổi (năm 1991) | Cho chỉ đạo trong phim Boyz N the Hood |

## Danh sách cụ thể
Danh sách bao gồm cột năm trao giải, cột đạo diễn đoạt giải và phim đạo diễn đó thực hiện, cột cuối cùng là cột những đề cử không đoạt giải:
| ‡ | Người thắng giải |

### Thập niên 1920
| Năm                  | Giành giải Phim                     | Đề cử |
| -------------------- | ----------------------------------- | --- |
| 1927/1928 Chính kịch | Frank Borzage Seventh Heaven        | Herbert Brenon - Sorrell and Son King Vidor - The Crowd |
| 1927/1928 Hài kịch   | Lewis Milestone Two Arabian Knights | Charles Chaplin - The Circus Ted Wilde - Speedy |
| 1928/1929            | Frank Lloyd The Divine Lady         | Lionel Barrymore - Madame X Harry Beaumont - The Broadway Melody Irving Cummings - In Old Arizona Frank Lloyd - Weary River và Drag Ernst Lubitsch - The Patriot |

### Thập niên 1930
| Năm       | Giành giải Phim                                | Đề cử |
| --------- | ---------------------------------------------- | --- |
| 1929/1930 | Lewis Milestone All Quiet on the Western Front | Clarence Brown - Anna Christie Clarence Brown - Romance Robert Z. Leonard - The Divorcée Ernst Lubitsch - The Love Parade King Vidor - Hallelujah |
| 1930/1931 | Norman Taurog Skippy                           | Clarence Brown - A Free Soul Lewis Milestone - The Front Page Wesley Ruggles - Cimarron Josef von Sternberg - Morocco                             |
| 1931/1932 | Frank Borzage Bad Girl                         | King Vidor - The Champ Josef von Sternberg - Shanghai Express                                                                                     |
| 1932/1933 | Frank Lloyd Cavalcade                          | Frank Capra - Lady for a Day George Cukor - Little Women                                                                                          |
| 1934      | Frank Capra It Happened One Night              | Victor Schertzinger - One Night of Love W. S. Van Dyke - The Thin Man                                                                             |
| 1935      | John Ford The Informer                         | Henry Hathaway - The Lives of a Bengal Lancer Frank Lloyd - Mutiny on the Bounty                                                                  |
| 1936      | Frank Capra Mr. Deeds Goes to Town             | Gregory La Cava - My Man Godfrey Robert Z. Leonard - The Great Ziegfeld W. S. Van Dyke - San Francisco William Wyler - Dodsworth                  |
| 1937      | Leo McCarey The Awful Truth                    | William Dieterle - The Life of Emile Zola Sidney Franklin - The Good Earth Gregory La Cava - Stage Door William A. Wellman - A Star Is Born       |
| 1938      | Frank Capra You Can't Take It with You         | Michael Curtiz - Angels with Dirty Faces Michael Curtiz - Four Daughters Norman Taurog - Boys Town King Vidor - The Citadel                       |
| 1939      | Victor Fleming Cuốn theo chiều gió             | Frank Capra - Mr. Smith Goes to Washington John Ford - Stagecoach Sam Wood - Goodbye, Mr. Chips William Wyler - Đồi gió hú                        |

### Thập niên 1940
| Năm  | Giành giải Phim                              | Đề cử |
| ---- | -------------------------------------------- | --- |
| 1940 | John Ford Chùm nho giận dữ                   | George Cukor - The Philadelphia Story Alfred Hitchcock - Rebecca Sam Wood - Kitty Foyle William Wyler - The Letter                           |
| 1941 | John Ford How Green Was My Valley            | Alexander Hall - Here Comes Mr. Jordan Howard Hawks - Sergeant York Orson Welles - Công dân Kane William Wyler - The Little Foxes            |
| 1942 | William Wyler Mrs. Miniver                   | Michael Curtiz - Yankee Doodle Dandy John Farrow - Wake Island Mervyn LeRoy - Random Harvest Sam Wood - Kings Row                            |
| 1943 | Michael Curtiz Casablanca                    | Clarence Brown - The Human Comedy Henry King - The Song of Bernadette Ernst Lubitsch - Heaven Can Wait George Stevens - The More the Merrier |
| 1944 | Leo McCarey Going My Way                     | Alfred Hitchcock - Lifeboat Henry King - Wilson Otto Preminger - Laura Billy Wilder - Double Indemnity                                       |
| 1945 | Billy Wilder The Lost Weekend                | Clarence Brown - National Velvet Alfred Hitchcock - Spellbound Leo McCarey - The Bells of St. Mary's Jean Renoir - The Southerner            |
| 1946 | William Wyler The Best Years of Our Lives    | Clarence Brown - The Yearling Frank Capra - It's a Wonderful Life David Lean - Brief Encounter Robert Siodmak - The Killers                  |
| 1947 | Elia Kazan Gentleman's Agreement             | George Cukor - A Double Life Edward Dmytryk - Crossfire Henry Koster - The Bishop's Wife David Lean - Great Expectations                     |
| 1948 | John Huston The Treasure of the Sierra Madre | Anatole Litvak - The Snake Pit Jean Negulesco - Johnny Belinda Laurence Olivier - Hamlet Fred Zinnemann - The Search                         |
| 1949 | Joseph L. Mankiewicz A Letter to Three Wives | Carol Reed - The Fallen Idol Robert Rossen - All the King's Men William A. Wellman - Battleground William Wyler - The Heiress                |

### Thập niên 1950
| Năm  | Giành giải Phim                      | Đề cử |
| ---- | ------------------------------------ | --- |
| 1950 | Joseph L. Mankiewicz All About Eve   | George Cukor - Born Yesterday John Huston - The Asphalt Jungle Carol Reed - The Third Man Billy Wilder - Sunset Boulevard                            |
| 1951 | George Stevens A Place in the Sun    | John Huston - The African Queen Elia Kazan - Chuyến tàu mang tên Dục vọng Vincente Minnelli - An American in Paris William Wyler - Detective Story   |
| 1952 | John Ford The Quiet Man              | Cecil B. DeMille - The Greatest Show on Earth John Huston - Moulin Rouge Joseph L. Mankiewicz - 5 Fingers Fred Zinnemann - High Noon                 |
| 1953 | Fred Zinnemann From Here to Eternity | George Stevens - Shane Charles Walters - Lili Billy Wilder - Stalag 17 William Wyler - Roman Holiday                                                 |
| 1954 | Elia Kazan On the Waterfront         | Alfred Hitchcock - Rear Window George Seaton - The Country Girl William A. Wellman - The High and the Mighty Billy Wilder - Sabrina                  |
| 1955 | Delbert Mann Marty                   | Elia Kazan - Phía đông vườn Địa đàng David Lean - Summertime Joshua Logan - Picnic John Sturges - Bad Day at Black Rock                              |
| 1956 | George Stevens Giant                 | Michael Anderson - 80 ngày vòng quanh Thế giới Walter Lang - The King and I King Vidor - Chiến tranh và Hòa bình William Wyler - Friendly Persuasion |
| 1957 | David Lean Cầu qua sông Kwai         | Joshua Logan - Sayonara Sidney Lumet - 12 Angry Men Mark Robson - Peyton Place Billy Wilder - Witness for the Prosecution                            |
| 1958 | Vincente Minnelli Gigi               | Richard Brooks - Cat on a Hot Tin Roof Stanley Kramer - The Defiant Ones Mark Robson - The Inn of the Sixth Happiness Robert Wise - I Want to Live!  |
| 1959 | William Wyler Ben-Hur                | Jack Clayton - Room at the Top George Stevens - Nhật ký Anne Frank Billy Wilder - Some Like It Hot Fred Zinnemann - The Nun's Story                  |

### Thập niên 1960
| Năm  | Giành giải Phim                                 | Đề cử |
| ---- | ----------------------------------------------- | --- |
| 1960 | Billy Wilder The Apartment                      | Jack Cardiff - Sons and Lovers Jules Dassin - Never on Sunday Alfred Hitchcock - Psycho Fred Zinnemann - The Sundowners                                                              |
| 1961 | Robert Wise, Jerome Robbins Câu chuyện phía Tây | Federico Fellini - La dolce vita Stanley Kramer - Judgment at Nuremberg Robert Rossen - The Hustler J. Lee Thompson - The Guns of Navarone                                           |
| 1962 | David Lean Lawrence of Arabia                   | Pietro Germi - Divorce, Italian Style Robert Mulligan - Giết con chim nhại Arthur Penn - The Miracle Worker Frank Perry - David and Lisa                                             |
| 1963 | Tony Richardson Tom Jones                       | Federico Fellini - 8½ Elia Kazan - America, America Otto Preminger - The Cardinal Martin Ritt - Hud                                                                                  |
| 1964 | George Cukor My Fair Lady                       | Michael Cacoyannis - Zorba the Greek Peter Glenville - Becket Stanley Kubrick - Dr. Strangelove or: How I Learned to Stop Worrying and Love the Bomb Robert Stevenson - Mary Poppins |
| 1965 | Robert Wise The Sound of Music                  | David Lean - Bác sĩ Zhivago John Schlesinger - Darling Hiroshi Teshigahara - Woman in the Dunes William Wyler - The Collector                                                        |
| 1966 | Fred Zinnemann A Man for All Seasons            | Michelangelo Antonioni - Blow-Up Richard Brooks - The Professionals Claude Lelouch - A Man and a Woman Mike Nichols - Who's Afraid of Virginia Woolf?                                |
| 1967 | Mike Nichols The Graduate                       | Richard Brooks - In Cold Blood Norman Jewison - In the Heat of the Night Stanley Kramer - Guess Who's Coming to Dinner Arthur Penn - Bonnie và Clyde                                 |
| 1968 | Carol Reed Oliver!                              | Anthony Harvey - The Lion in Winter Stanley Kubrick - 2001: A Space Odyssey Gillo Pontecorvo - The Battle of Algiers Franco Zeffirelli - Romeo và Juliet                             |
| 1969 | John Schlesinger Midnight Cowboy                | Costa-Gavras - Z George Roy Hill - Butch Cassidy and the Sundance Kid Arthur Penn - Alice's Restaurant Sydney Pollack - They Shoot Horses, Don't They?                               |

### Thập niên 1970
| Năm                          | Đạo diễn                 | Phim                               | Nguồn  |
| ---------------------------- | ------------------------ | ---------------------------------- | ------ |
| 1970 (Giải Oscar lần thứ 43) | Franklin J. Schaffner‡   | Patton                             | [ 3 ]  |
| 1970 (Giải Oscar lần thứ 43) | Robert Altman            | M*A*S*H                            | [ 3 ]  |
| 1970 (Giải Oscar lần thứ 43) | Federico Fellini         | Fellini Satyricon                  | [ 3 ]  |
| 1970 (Giải Oscar lần thứ 43) | Arthur Hiller            | Love Story                         | [ 3 ]  |
| 1970 (Giải Oscar lần thứ 43) | Ken Russell              | Women in Love                      | [ 3 ]  |
| 1971 (Giải Oscar lần thứ 44) | William Friedkin‡        | The French Connection              | [ 4 ]  |
| 1971 (Giải Oscar lần thứ 44) | Peter Bogdanovich        | The Last Picture Show              | [ 4 ]  |
| 1971 (Giải Oscar lần thứ 44) | Norman Jewison           | Fiddler on the Roof                | [ 4 ]  |
| 1971 (Giải Oscar lần thứ 44) | Stanley Kubrick          | A Clockwork Orange                 | [ 4 ]  |
| 1971 (Giải Oscar lần thứ 44) | John Schlesinger         | Sunday Bloody Sunday               | [ 4 ]  |
| 1972 (Giải Oscar lần thứ 45) | Bob Fosse‡               | Cabaret                            | [ 5 ]  |
| 1972 (Giải Oscar lần thứ 45) | John Boorman             | Deliverance                        | [ 5 ]  |
| 1972 (Giải Oscar lần thứ 45) | Francis Ford Coppola     | The Godfather                      | [ 5 ]  |
| 1972 (Giải Oscar lần thứ 45) | Joseph L. Mankiewicz     | Sleuth                             | [ 5 ]  |
| 1972 (Giải Oscar lần thứ 45) | Jan Troell               | The Emigrants                      | [ 5 ]  |
| 1973 (Giải Oscar lần thứ 46) | George Roy Hill‡         | The Sting                          | [ 6 ]  |
| 1973 (Giải Oscar lần thứ 46) | Ingmar Bergman           | Cries and Whispers                 | [ 6 ]  |
| 1973 (Giải Oscar lần thứ 46) | Bernardo Bertolucci      | Last Tango in Paris                | [ 6 ]  |
| 1973 (Giải Oscar lần thứ 46) | William Friedkin         | The Exorcist                       | [ 6 ]  |
| 1973 (Giải Oscar lần thứ 46) | George Lucas             | American Graffiti                  | [ 6 ]  |
| 1974 (Giải Oscar lần thứ 47) | Francis Ford Coppola‡    | The Godfather Part II              | [ 7 ]  |
| 1974 (Giải Oscar lần thứ 47) | John Cassavetes          | A Woman Under the Influence        | [ 7 ]  |
| 1974 (Giải Oscar lần thứ 47) | Bob Fosse                | Lenny                              | [ 7 ]  |
| 1974 (Giải Oscar lần thứ 47) | Roman Polanski           | Chinatown                          | [ 7 ]  |
| 1974 (Giải Oscar lần thứ 47) | François Truffaut        | Day for Night                      | [ 7 ]  |
| 1975 (Giải Oscar lần thứ 48) | Miloš Forman‡            | One Flew Over the Cuckoo's Nest    | [ 8 ]  |
| 1975 (Giải Oscar lần thứ 48) | Robert Altman            | Nashville                          | [ 8 ]  |
| 1975 (Giải Oscar lần thứ 48) | Federico Fellini         | Amarcord                           | [ 8 ]  |
| 1975 (Giải Oscar lần thứ 48) | Stanley Kubrick          | Barry Lyndon                       | [ 8 ]  |
| 1975 (Giải Oscar lần thứ 48) | Sidney Lumet             | Dog Day Afternoon                  | [ 8 ]  |
| 1976 (Giải Oscar lần thứ 49) | John G. Avildsen‡        | Rocky                              | [ 9 ]  |
| 1976 (Giải Oscar lần thứ 49) | Ingmar Bergman           | Face to Face                       | [ 9 ]  |
| 1976 (Giải Oscar lần thứ 49) | Sidney Lumet             | Network                            | [ 9 ]  |
| 1976 (Giải Oscar lần thứ 49) | Alan J. Pakula           | All the President's Men            | [ 9 ]  |
| 1976 (Giải Oscar lần thứ 49) | Lina Wertmüller          | Seven Beauties                     | [ 9 ]  |
| 1977 (Giải Oscar lần thứ 50) | Woody Allen‡             | Annie Hall                         | [ 10 ] |
| 1977 (Giải Oscar lần thứ 50) | George Lucas             | Star Wars                          | [ 10 ] |
| 1977 (Giải Oscar lần thứ 50) | Herbert Ross             | The Turning Point                  | [ 10 ] |
| 1977 (Giải Oscar lần thứ 50) | Steven Spielberg         | Close Encounters of the Third Kind | [ 10 ] |
| 1977 (Giải Oscar lần thứ 50) | Fred Zinnemann           | Julia                              | [ 10 ] |
| 1978 (Giải Oscar lần thứ 51) | Michael Cimino‡          | The Deer Hunter                    | [ 11 ] |
| 1978 (Giải Oscar lần thứ 51) | Woody Allen              | Interiors                          | [ 11 ] |
| 1978 (Giải Oscar lần thứ 51) | Hal Ashby                | Coming Home                        | [ 11 ] |
| 1978 (Giải Oscar lần thứ 51) | Warren Beatty Buck Henry | Heaven Can Wait                    | [ 11 ] |
| 1978 (Giải Oscar lần thứ 51) | Alan Parker              | Midnight Express                   | [ 11 ] |
| 1979 (Giải Oscar lần thứ 52) | Robert Benton‡           | Kramer vs. Kramer                  | [ 12 ] |
| 1979 (Giải Oscar lần thứ 52) | Francis Ford Coppola     | Apocalypse Now                     | [ 12 ] |
| 1979 (Giải Oscar lần thứ 52) | Bob Fosse                | All That Jazz                      | [ 12 ] |
| 1979 (Giải Oscar lần thứ 52) | Édouard Molinaro         | La Cage aux Folles                 | [ 12 ] |
| 1979 (Giải Oscar lần thứ 52) | Peter Yates              | Breaking Away                      | [ 12 ] |

### Thập niên 1980
| Năm                          | Đạo diễn              | Phim                          | Nguồn  |
| ---------------------------- | --------------------- | ----------------------------- | ------ |
| 1980 (Giải Oscar lần thứ 53) | Robert Redford‡       | Ordinary People               | [ 13 ] |
| 1980 (Giải Oscar lần thứ 53) | David Lynch           | The Elephant Man              | [ 13 ] |
| 1980 (Giải Oscar lần thứ 53) | Roman Polanski        | Tess                          | [ 13 ] |
| 1980 (Giải Oscar lần thứ 53) | Richard Rush          | The Stunt Man                 | [ 13 ] |
| 1980 (Giải Oscar lần thứ 53) | Martin Scorsese       | Raging Bull                   | [ 13 ] |
| 1981 (Giải Oscar lần thứ 54) | Warren Beatty‡        | Reds                          | [ 14 ] |
| 1981 (Giải Oscar lần thứ 54) | Hugh Hudson           | Chariots of Fire              | [ 14 ] |
| 1981 (Giải Oscar lần thứ 54) | Louis Malle           | Atlantic City                 | [ 14 ] |
| 1981 (Giải Oscar lần thứ 54) | Mark Rydell           | On Golden Pond                | [ 14 ] |
| 1981 (Giải Oscar lần thứ 54) | Steven Spielberg      | Raiders of the Lost Ark       | [ 14 ] |
| 1982 (Giải Oscar lần thứ 55) | Richard Attenborough‡ | Gandhi                        | [ 15 ] |
| 1982 (Giải Oscar lần thứ 55) | Sidney Lumet          | The Verdict                   | [ 15 ] |
| 1982 (Giải Oscar lần thứ 55) | Wolfgang Petersen     | Das Boot                      | [ 15 ] |
| 1982 (Giải Oscar lần thứ 55) | Sydney Pollack        | Tootsie                       | [ 15 ] |
| 1982 (Giải Oscar lần thứ 55) | Steven Spielberg      | E.T. the Extra-Terrestrial    | [ 15 ] |
| 1983 (Giải Oscar lần thứ 56) | James L. Brooks‡      | Terms of Endearment           | [ 16 ] |
| 1983 (Giải Oscar lần thứ 56) | Bruce Beresford       | Tender Mercies                | [ 16 ] |
| 1983 (Giải Oscar lần thứ 56) | Ingmar Bergman        | Fanny and Alexander           | [ 16 ] |
| 1983 (Giải Oscar lần thứ 56) | Mike Nichols          | Silkwood                      | [ 16 ] |
| 1983 (Giải Oscar lần thứ 56) | Peter Yates           | The Dresser                   | [ 16 ] |
| 1984 (Giải Oscar lần thứ 57) | Miloš Forman‡         | Amadeus                       | [ 17 ] |
| 1984 (Giải Oscar lần thứ 57) | Woody Allen           | Broadway Danny Rose           | [ 17 ] |
| 1984 (Giải Oscar lần thứ 57) | Robert Benton         | Places in the Heart           | [ 17 ] |
| 1984 (Giải Oscar lần thứ 57) | Roland Joffé          | The Killing Fields            | [ 17 ] |
| 1984 (Giải Oscar lần thứ 57) | David Lean            | A Passage to India            | [ 17 ] |
| 1985 (Giải Oscar lần thứ 58) | Sydney Pollack‡       | Out of Africa                 | [ 18 ] |
| 1985 (Giải Oscar lần thứ 58) | Héctor Babenco        | Kiss of the Spider Woman      | [ 18 ] |
| 1985 (Giải Oscar lần thứ 58) | John Huston           | Prizzi's Honor                | [ 18 ] |
| 1985 (Giải Oscar lần thứ 58) | Akira Kurosawa        | Ran                           | [ 18 ] |
| 1985 (Giải Oscar lần thứ 58) | Peter Weir            | Witness                       | [ 18 ] |
| 1986 (Giải Oscar lần thứ 59) | Oliver Stone‡         | Platoon                       | [ 19 ] |
| 1986 (Giải Oscar lần thứ 59) | Woody Allen           | Hannah and Her Sisters        | [ 19 ] |
| 1986 (Giải Oscar lần thứ 59) | James Ivory           | A Room with a View            | [ 19 ] |
| 1986 (Giải Oscar lần thứ 59) | Roland Joffé          | The Mission                   | [ 19 ] |
| 1986 (Giải Oscar lần thứ 59) | David Lynch           | Blue Velvet                   | [ 19 ] |
| 1987 (Giải Oscar lần thứ 60) | Bernardo Bertolucci‡  | The Last Emperor              | [ 20 ] |
| 1987 (Giải Oscar lần thứ 60) | John Boorman          | Hope and Glory                | [ 20 ] |
| 1987 (Giải Oscar lần thứ 60) | Lasse Hallström       | My Life as a Dog              | [ 20 ] |
| 1987 (Giải Oscar lần thứ 60) | Norman Jewison        | Moonstruck                    | [ 20 ] |
| 1987 (Giải Oscar lần thứ 60) | Adrian Lyne           | Fatal Attraction              | [ 20 ] |
| 1988 (Giải Oscar lần thứ 61) | Barry Levinson‡       | Rain Man                      | [ 21 ] |
| 1988 (Giải Oscar lần thứ 61) | Charles Crichton      | A Fish Called Wanda           | [ 21 ] |
| 1988 (Giải Oscar lần thứ 61) | Mike Nichols          | Working Girl                  | [ 21 ] |
| 1988 (Giải Oscar lần thứ 61) | Alan Parker           | Mississippi Burning           | [ 21 ] |
| 1988 (Giải Oscar lần thứ 61) | Martin Scorsese       | The Last Temptation of Christ | [ 21 ] |
| 1989 (Giải Oscar lần thứ 62) | Oliver Stone‡         | Born on the Fourth of July    | [ 22 ] |
| 1989 (Giải Oscar lần thứ 62) | Woody Allen           | Crimes and Misdemeanors       | [ 22 ] |
| 1989 (Giải Oscar lần thứ 62) | Kenneth Branagh       | Henry V                       | [ 22 ] |
| 1989 (Giải Oscar lần thứ 62) | Jim Sheridan          | My Left Foot                  | [ 22 ] |
| 1989 (Giải Oscar lần thứ 62) | Peter Weir            | Dead Poets Society            | [ 22 ] |

### Thập niên 1990
| Năm                          | Đạo diễn             | Phim                       | Nguồn  |
| ---------------------------- | -------------------- | -------------------------- | ------ |
| 1990 (Giải Oscar lần thứ 63) | Kevin Costner‡       | Dances with Wolves         | [ 23 ] |
| 1990 (Giải Oscar lần thứ 63) | Francis Ford Coppola | The Godfather Part III     | [ 23 ] |
| 1990 (Giải Oscar lần thứ 63) | Stephen Frears       | The Grifters               | [ 23 ] |
| 1990 (Giải Oscar lần thứ 63) | Barbet Schroeder     | Reversal of Fortune        | [ 23 ] |
| 1990 (Giải Oscar lần thứ 63) | Martin Scorsese      | Goodfellas                 | [ 23 ] |
| 1991 (Giải Oscar lần thứ 64) | Jonathan Demme‡      | The Silence of the Lambs   | [ 24 ] |
| 1991 (Giải Oscar lần thứ 64) | Barry Levinson       | Bugsy                      | [ 24 ] |
| 1991 (Giải Oscar lần thứ 64) | Ridley Scott         | Thelma & Louise            | [ 24 ] |
| 1991 (Giải Oscar lần thứ 64) | John Singleton       | Boyz n the Hood            | [ 24 ] |
| 1991 (Giải Oscar lần thứ 64) | Oliver Stone         | JFK                        | [ 24 ] |
| 1992 (Giải Oscar lần thứ 65) | Clint Eastwood‡      | Unforgiven                 | [ 25 ] |
| 1992 (Giải Oscar lần thứ 65) | Robert Altman        | The Player                 | [ 25 ] |
| 1992 (Giải Oscar lần thứ 65) | Martin Brest         | Scent of a Woman           | [ 25 ] |
| 1992 (Giải Oscar lần thứ 65) | James Ivory          | Howards End                | [ 25 ] |
| 1992 (Giải Oscar lần thứ 65) | Neil Jordan          | The Crying Game            | [ 25 ] |
| 1993 (Giải Oscar lần thứ 66) | Steven Spielberg‡    | Schindler's List           | [ 26 ] |
| 1993 (Giải Oscar lần thứ 66) | Robert Altman        | Short Cuts                 | [ 26 ] |
| 1993 (Giải Oscar lần thứ 66) | Jane Campion         | The Piano                  | [ 26 ] |
| 1993 (Giải Oscar lần thứ 66) | James Ivory          | The Remains of the Day     | [ 26 ] |
| 1993 (Giải Oscar lần thứ 66) | Jim Sheridan         | In the Name of the Father  | [ 26 ] |
| 1994 (Giải Oscar lần thứ 67) | Robert Zemeckis‡     | Forrest Gump               | [ 27 ] |
| 1994 (Giải Oscar lần thứ 67) | Woody Allen          | Bullets over Broadway      | [ 27 ] |
| 1994 (Giải Oscar lần thứ 67) | Krzysztof Kieślowski | Three Colors: Red          | [ 27 ] |
| 1994 (Giải Oscar lần thứ 67) | Robert Redford       | Quiz Show                  | [ 27 ] |
| 1994 (Giải Oscar lần thứ 67) | Quentin Tarantino    | Pulp Fiction               | [ 27 ] |
| 1995 (Giải Oscar lần thứ 68) | Mel Gibson‡          | Braveheart                 | [ 28 ] |
| 1995 (Giải Oscar lần thứ 68) | Mike Figgis          | Leaving Las Vegas          | [ 28 ] |
| 1995 (Giải Oscar lần thứ 68) | Chris Noonan         | Babe                       | [ 28 ] |
| 1995 (Giải Oscar lần thứ 68) | Michael Radford      | Il Postino: The Postman    | [ 28 ] |
| 1995 (Giải Oscar lần thứ 68) | Tim Robbins          | Dead Man Walking           | [ 28 ] |
| 1996 (Giải Oscar lần thứ 69) | Anthony Minghella‡   | The English Patient        | [ 29 ] |
| 1996 (Giải Oscar lần thứ 69) | Joel Coen            | Fargo                      | [ 29 ] |
| 1996 (Giải Oscar lần thứ 69) | Miloš Forman         | The People vs. Larry Flynt | [ 29 ] |
| 1996 (Giải Oscar lần thứ 69) | Scott Hicks          | Shine                      | [ 29 ] |
| 1996 (Giải Oscar lần thứ 69) | Mike Leigh           | Secrets & Lies             | [ 29 ] |
| 1997 (Giải Oscar lần thứ 70) | James Cameron‡       | Titanic                    | [ 30 ] |
| 1997 (Giải Oscar lần thứ 70) | Peter Cattaneo       | The Full Monty             | [ 30 ] |
| 1997 (Giải Oscar lần thứ 70) | Atom Egoyan          | The Sweet Hereafter        | [ 30 ] |
| 1997 (Giải Oscar lần thứ 70) | Curtis Hanson        | L.A. Confidential          | [ 30 ] |
| 1997 (Giải Oscar lần thứ 70) | Gus Van Sant         | Good Will Hunting          | [ 30 ] |
| 1998 (Giải Oscar lần thứ 71) | Steven Spielberg‡    | Saving Private Ryan        | [ 31 ] |
| 1998 (Giải Oscar lần thứ 71) | Roberto Benigni      | Life Is Beautiful          | [ 31 ] |
| 1998 (Giải Oscar lần thứ 71) | John Madden          | Shakespeare in Love        | [ 31 ] |
| 1998 (Giải Oscar lần thứ 71) | Terrence Malick      | The Thin Red Line          | [ 31 ] |
| 1998 (Giải Oscar lần thứ 71) | Peter Weir           | The Truman Show            | [ 31 ] |
| 1999 (Giải Oscar lần thứ 72) | Sam Mendes‡          | American Beauty            | [ 32 ] |
| 1999 (Giải Oscar lần thứ 72) | Lasse Hallström      | The Cider House Rules      | [ 32 ] |
| 1999 (Giải Oscar lần thứ 72) | Spike Jonze          | Being John Malkovich       | [ 32 ] |
| 1999 (Giải Oscar lần thứ 72) | Michael Mann         | The Insider                | [ 32 ] |
| 1999 (Giải Oscar lần thứ 72) | M. Night Shyamalan   | The Sixth Sense            | [ 32 ] |

### Thập niên 2000
| Năm                          | Đạo diễn                    | Phim                                              | Nguồn  |
| ---------------------------- | --------------------------- | ------------------------------------------------- | ------ |
| 2000 (Giải Oscar lần thứ 73) | Steven Soderbergh‡          | Traffic                                           | [ 33 ] |
| 2000 (Giải Oscar lần thứ 73) | Stephen Daldry              | Billy Elliot                                      | [ 33 ] |
| 2000 (Giải Oscar lần thứ 73) | Lý An                       | Ngọa hổ tàng long                                 | [ 33 ] |
| 2000 (Giải Oscar lần thứ 73) | Ridley Scott                | Gladiator                                         | [ 33 ] |
| 2000 (Giải Oscar lần thứ 73) | Steven Soderbergh           | Erin Brockovich                                   | [ 33 ] |
| 2001 (Giải Oscar lần thứ 74) | Ron Howard‡                 | A Beautiful Mind                                  | [ 34 ] |
| 2001 (Giải Oscar lần thứ 74) | Robert Altman               | Gosford Park                                      | [ 34 ] |
| 2001 (Giải Oscar lần thứ 74) | Peter Jackson               | The Lord of the Rings: The Fellowship of the Ring | [ 34 ] |
| 2001 (Giải Oscar lần thứ 74) | David Lynch                 | Mulholland Drive                                  | [ 34 ] |
| 2001 (Giải Oscar lần thứ 74) | Ridley Scott                | Black Hawk Down                                   | [ 34 ] |
| 2002 (Giải Oscar lần thứ 75) | Roman Polanski‡             | The Pianist                                       | [ 35 ] |
| 2002 (Giải Oscar lần thứ 75) | Pedro Almodóvar             | Talk to Her                                       | [ 35 ] |
| 2002 (Giải Oscar lần thứ 75) | Stephen Daldry              | The Hours                                         | [ 35 ] |
| 2002 (Giải Oscar lần thứ 75) | Rob Marshall                | Chicago                                           | [ 35 ] |
| 2002 (Giải Oscar lần thứ 75) | Martin Scorsese             | Gangs of New York                                 | [ 35 ] |
| 2003 (Giải Oscar lần thứ 76) | Peter Jackson‡              | The Lord of the Rings: The Return of the King     | [ 36 ] |
| 2003 (Giải Oscar lần thứ 76) | Sofia Coppola               | Lost in Translation                               | [ 36 ] |
| 2003 (Giải Oscar lần thứ 76) | Clint Eastwood              | Mystic River                                      | [ 36 ] |
| 2003 (Giải Oscar lần thứ 76) | Fernando Meirelles          | City of God                                       | [ 36 ] |
| 2003 (Giải Oscar lần thứ 76) | Peter Weir                  | Master and Commander: The Far Side of the World   | [ 36 ] |
| 2004 (Giải Oscar lần thứ 77) | Clint Eastwood‡             | Million Dollar Baby                               | [ 37 ] |
| 2004 (Giải Oscar lần thứ 77) | Taylor Hackford             | Ray                                               | [ 37 ] |
| 2004 (Giải Oscar lần thứ 77) | Mike Leigh                  | Vera Drake                                        | [ 37 ] |
| 2004 (Giải Oscar lần thứ 77) | Alexander Payne             | Sideways                                          | [ 37 ] |
| 2004 (Giải Oscar lần thứ 77) | Martin Scorsese             | The Aviator                                       | [ 37 ] |
| 2005 (Giải Oscar lần thứ 78) | Lý An (đạo diễn)‡           | Brokeback Mountain                                | [ 38 ] |
| 2005 (Giải Oscar lần thứ 78) | George Clooney              | Good Night, and Good Luck                         | [ 38 ] |
| 2005 (Giải Oscar lần thứ 78) | Paul Haggis                 | Crash                                             | [ 38 ] |
| 2005 (Giải Oscar lần thứ 78) | Bennett Miller              | Capote                                            | [ 38 ] |
| 2005 (Giải Oscar lần thứ 78) | Steven Spielberg            | Munich                                            | [ 38 ] |
| 2006 (Giải Oscar lần thứ 79) | Martin Scorsese‡            | The Departed                                      | [ 39 ] |
| 2006 (Giải Oscar lần thứ 79) | Clint Eastwood              | Letters from Iwo Jima                             | [ 39 ] |
| 2006 (Giải Oscar lần thứ 79) | Stephen Frears              | The Queen                                         | [ 39 ] |
| 2006 (Giải Oscar lần thứ 79) | Paul Greengrass             | United 93                                         | [ 39 ] |
| 2006 (Giải Oscar lần thứ 79) | Alejandro González Iñárritu | Babel                                             | [ 39 ] |
| 2007 (Giải Oscar lần thứ 80) | Joel Coen‡ Ethan Coen‡      | No Country for Old Men                            | [ 40 ] |
| 2007 (Giải Oscar lần thứ 80) | Paul Thomas Anderson        | There Will Be Blood                               | [ 40 ] |
| 2007 (Giải Oscar lần thứ 80) | Tony Gilroy                 | Michael Clayton                                   | [ 40 ] |
| 2007 (Giải Oscar lần thứ 80) | Jason Reitman               | Juno                                              | [ 40 ] |
| 2007 (Giải Oscar lần thứ 80) | Julian Schnabel             | The Diving Bell and the Butterfly                 | [ 40 ] |
| 2008 (Giải Oscar lần thứ 81) | Danny Boyle‡                | Slumdog Millionaire                               | [ 41 ] |
| 2008 (Giải Oscar lần thứ 81) | Stephen Daldry              | The Reader                                        | [ 41 ] |
| 2008 (Giải Oscar lần thứ 81) | David Fincher               | The Curious Case of Benjamin Button               | [ 41 ] |
| 2008 (Giải Oscar lần thứ 81) | Ron Howard                  | Frost/Nixon                                       | [ 41 ] |
| 2008 (Giải Oscar lần thứ 81) | Gus Van Sant                | Milk                                              | [ 41 ] |
| 2009 (Giải Oscar lần thứ 82) | Kathryn Bigelow‡            | The Hurt Locker                                   | [ 42 ] |
| 2009 (Giải Oscar lần thứ 82) | James Cameron               | Avatar                                            | [ 42 ] |
| 2009 (Giải Oscar lần thứ 82) | Lee Daniels                 | Precious                                          | [ 42 ] |
| 2009 (Giải Oscar lần thứ 82) | Jason Reitman               | Up in the Air                                     | [ 42 ] |
| 2009 (Giải Oscar lần thứ 82) | Quentin Tarantino           | Inglourious Basterds                              | [ 42 ] |

### Thập niên 2010
| Năm                          | Đạo diễn               | Phim                                            | Nguồn  |
| ---------------------------- | ---------------------- | ----------------------------------------------- | ------ |
| 2010 (Giải Oscar lần thứ 83) | Tom Hooper (đạo diễn)‡ | The King's Speech                               | [ 43 ] |
| 2010 (Giải Oscar lần thứ 83) | Darren Aronofsky       | Black Swan                                      | [ 43 ] |
| 2010 (Giải Oscar lần thứ 83) | Joel Coen Ethan Coen   | True Grit                                       | [ 43 ] |
| 2010 (Giải Oscar lần thứ 83) | David Fincher          | The Social Network                              | [ 43 ] |
| 2010 (Giải Oscar lần thứ 83) | David O. Russell       | The Fighter                                     | [ 43 ] |
| 2011 (Giải Oscar lần thứ 84) | Michel Hazanavicius‡   | The Artist                                      | [ 44 ] |
| 2011 (Giải Oscar lần thứ 84) | Woody Allen            | Midnight in Paris                               | [ 44 ] |
| 2011 (Giải Oscar lần thứ 84) | Terrence Malick        | The Tree of Life                                | [ 44 ] |
| 2011 (Giải Oscar lần thứ 84) | Alexander Payne        | The Descendants                                 | [ 44 ] |
| 2011 (Giải Oscar lần thứ 84) | Martin Scorsese        | Hugo                                            | [ 44 ] |
| 2012 (Giải Oscar lần thứ 85) | Lý An (đạo diễn)‡      | Life of Pi                                      | [ 45 ] |
| 2012 (Giải Oscar lần thứ 85) | Michael Haneke         | Amour                                           | [ 45 ] |
| 2012 (Giải Oscar lần thứ 85) | David O. Russell       | Silver Linings Playbook                         | [ 45 ] |
| 2012 (Giải Oscar lần thứ 85) | Steven Spielberg       | Lincoln                                         | [ 45 ] |
| 2012 (Giải Oscar lần thứ 85) | Benh Zeitlin           | Beasts of the Southern Wild                     | [ 45 ] |
| 2013 (Giải Oscar lần thứ 86) | Alfonso Cuarón‡        | Gravity                                         | [ 46 ] |
| 2013 (Giải Oscar lần thứ 86) | Steve McQueen          | 12 Years a Slave                                | [ 46 ] |
| 2013 (Giải Oscar lần thứ 86) | Alexander Payne        | Nebraska                                        | [ 46 ] |
| 2013 (Giải Oscar lần thứ 86) | David O. Russell       | American Hustle                                 | [ 46 ] |
| 2013 (Giải Oscar lần thứ 86) | Martin Scorsese        | The Wolf of Wall Street                         | [ 46 ] |
| 2014 (Giải Oscar lần thứ 87) | Alejandro G. Iñárritu‡ | Birdman or (The Unexpected Virtue of Ignorance) | [ 47 ] |
| 2014 (Giải Oscar lần thứ 87) | Wes Anderson           | The Grand Budapest Hotel                        | [ 47 ] |
| 2014 (Giải Oscar lần thứ 87) | Richard Linklater      | Boyhood                                         | [ 47 ] |
| 2014 (Giải Oscar lần thứ 87) | Bennett Miller         | Foxcatcher                                      | [ 47 ] |
| 2014 (Giải Oscar lần thứ 87) | Morten Tyldum          | The Imitation Game                              | [ 47 ] |
| 2015 (Giải Oscar lần thứ 88) | Alejandro G. Iñárritu‡ | The Revenant                                    | [ 48 ] |
| 2015 (Giải Oscar lần thứ 88) | Lenny Abrahamson       | Room                                            | [ 48 ] |
| 2015 (Giải Oscar lần thứ 88) | Tom McCarthy           | Spotlight                                       | [ 48 ] |
| 2015 (Giải Oscar lần thứ 88) | Adam McKay             | The Big Short                                   | [ 48 ] |
| 2015 (Giải Oscar lần thứ 88) | George Miller          | Mad Max: Fury Road                              | [ 48 ] |
| 2016 (Giải Oscar lần thứ 89) | Damien Chazelle‡       | La La Land                                      | [ 49 ] |
| 2016 (Giải Oscar lần thứ 89) | Mel Gibson             | Hacksaw Ridge                                   | [ 49 ] |
| 2016 (Giải Oscar lần thứ 89) | Barry Jenkins          | Moonlight                                       | [ 49 ] |
| 2016 (Giải Oscar lần thứ 89) | Kenneth Lonergan       | Manchester by the Sea                           | [ 49 ] |
| 2016 (Giải Oscar lần thứ 89) | Denis Villeneuve       | Arrival                                         | [ 49 ] |
| 2017 (Giải Oscar lần thứ 90) | Guillermo del Toro‡    | The Shape of Water                              | [ 50 ] |
| 2017 (Giải Oscar lần thứ 90) | Paul Thomas Anderson   | Phantom Thread                                  | [ 50 ] |
| 2017 (Giải Oscar lần thứ 90) | Greta Gerwig           | Lady Bird                                       | [ 50 ] |
| 2017 (Giải Oscar lần thứ 90) | Christopher Nolan      | Dunkirk                                         | [ 50 ] |
| 2017 (Giải Oscar lần thứ 90) | Jordan Peele           | Get Out                                         | [ 50 ] |
| 2018 Giải Oscar lần thứ 91   | Alfonso Cuarón         | Roma                                            | [ 51 ] |
| 2018 Giải Oscar lần thứ 91   | Yorgos Lanthimos       | The Favourite                                   | [ 51 ] |
| 2018 Giải Oscar lần thứ 91   | Spike Lee              | BlacKkKlansman                                  | [ 51 ] |
| 2018 Giải Oscar lần thứ 91   | Adam McKay             | Vice                                            | [ 51 ] |
| 2018 Giải Oscar lần thứ 91   | Paweł Pawlikowski      | Cold War                                        | [ 51 ] |
| 2019 (Giải Oscar lần thứ 92) | Bong Joon-ho           | Parasite                                        | [ 52 ] |
| 2019 (Giải Oscar lần thứ 92) | Sam Mendes             | 1917                                            | [ 52 ] |
| 2019 (Giải Oscar lần thứ 92) | Todd Phillips          | Joker                                           | [ 52 ] |
| 2019 (Giải Oscar lần thứ 92) | Martin Scorsese        | The Irishman                                    | [ 52 ] |
| 2019 (Giải Oscar lần thứ 92) | Quentin Tarantino      | Once Upon a Time... in Hollywood                | [ 52 ] |

### Thập niên 2020
| Năm                             | Đạo diễn                        | Phim                              | Nguồn  |
| ------------------------------- | ------------------------------- | --------------------------------- | ------ |
| 2020/21 (Giải Oscar lần thứ 93) | Chloé Zhao                      | Nomadland                         | [ 53 ] |
| 2020/21 (Giải Oscar lần thứ 93) | Lee Isaac Chung                 | Minari                            | [ 53 ] |
| 2020/21 (Giải Oscar lần thứ 93) | Emerald Fennell                 | Promising Young Woman             | [ 53 ] |
| 2020/21 (Giải Oscar lần thứ 93) | David Fincher                   | Mank                              | [ 53 ] |
| 2020/21 (Giải Oscar lần thứ 93) | Thomas Vinterberg               | Another Round                     | [ 53 ] |
| 2021 (Giải Oscar lần thứ 94)    | Jane Campion                    | The Power of the Dog              | [ 54 ] |
| 2021 (Giải Oscar lần thứ 94)    | Paul Thomas Anderson            | Licorice Pizza                    | [ 54 ] |
| 2021 (Giải Oscar lần thứ 94)    | Kenneth Branagh                 | Belfast                           | [ 54 ] |
| 2021 (Giải Oscar lần thứ 94)    | Ryusuke Hamaguchi               | Drive My Car                      | [ 54 ] |
| 2021 (Giải Oscar lần thứ 94)    | Steven Spielberg                | West Side Story                   | [ 54 ] |
| 2022 (Giải Oscar lần thứ 95)    | Daniel Kwan và Daniel Scheinert | Cuộc chiến đa vũ trụ              | [ 55 ] |
| 2022 (Giải Oscar lần thứ 95)    | Martin McDonagh                 | The Banshees of Inisherin         | [ 55 ] |
| 2022 (Giải Oscar lần thứ 95)    | Steven Spielberg                | The Fabelmans: Tuổi trẻ huy hoàng | [ 55 ] |
| 2022 (Giải Oscar lần thứ 95)    | Todd Field                      | Tár                               | [ 55 ] |
| 2022 (Giải Oscar lần thứ 95)    | Ruben Östlund                   | Đáy thượng lưu                    | [ 55 ] |
| 2023 (Giải Oscar lần thứ 96)    | Christopher Nolan               | Oppenheimer                       | [ 56 ] |
| 2023 (Giải Oscar lần thứ 96)    | Justine Triet                   | Kỳ án trên đồi tuyết              | [ 56 ] |
| 2023 (Giải Oscar lần thứ 96)    | Martin Scorsese                 | Vầng trăng máu                    | [ 56 ] |
| 2023 (Giải Oscar lần thứ 96)    | Yorgos Lanthimos                | Poor Things                       | [ 56 ] |
| 2023 (Giải Oscar lần thứ 96)    | Jonathan Glazer                 | The Zone of Interest              | [ 56 ] |